# Suchiate
Cet article concerne la ville. Pour la rivière, voir Suchiate (rivière).
Suchiate est une municipalité du Chiapas, au Mexique. Elle couvre une superficie de 606,1 km2 et compte 38 797 habitants en 2015.